# 3150 Tosa
3150 Tosa è un asteroide della fascia principale del diametro medio di circa 28,35 km. Scoperto nel 1983, presenta un'orbita caratterizzata da un semiasse maggiore pari a 3,2006429 UA e da un'eccentricità di 0,1203961, inclinata di 22,06907° rispetto all'eclittica.
L'asteroide prende il nome dall'omonima provincia giapponese, oggi prefettura di Kochi, dove lo scopritore risiede.